# Christine Reverho
 (novembre 2012).
Si vous disposez d'ouvrages ou d'articles de référence ou si vous connaissez des sites web de qualité traitant du thème abordé ici, merci de compléter l'article en donnant les références utiles à sa vérifiabilité et en les liant à la section « Notes et références ».
Christine Reverho est une comédienne et dramaturge française. Elle est issue d’une famille de circassiens : son père était équilibriste sur fil, sa mère et son oncle jongleurs. Après avoir parcouru le monde entier sous les plus grands chapiteaux dont Barnum, ses parents créèrent le zoo des Sables-d’Olonne en Vendée, où elle vécut son enfance.

## Biographie
Après une licence d’économie politique à Paris VIII, elle suit des cours de théâtre chez Jean Périmony et obtient son premier engagement au Théâtre de l’Atelier, au côté de Bernard Blier. Elle joue Billetdoux, Labiche, Marivaux, mais également du théâtre contemporain comme Le garçon d’appartement de Lauzier. Elle tourne pour le cinéma avec Jean-Pierre Mocky dans Le pactole. En 1984, sa route croise celle de l’équipe télévisuelle de Philippe Bouvard. Elle joue et écrit alors avec Pascal Légitimus, Bernard Campan, Michèle Bernier.

## Théâtre
- 1990 - Au Théâtre Montansier de Versailles, elle travaille aux côtés de Francis Perrin de 1990 à 1995. Elle interprète notamment avec lui Les Précieuses Ridicules, Sganarelle ou le Cocu imaginaire, L’impromptu de Versailles.
- 1997 - Temps variable en soirée, pièce d’Alan Ayckbourn (titre original Communicating Doors), adaptée par Michel Blanc, avec Dominique Lavanant. Mise en scène de Stephan Meldegg.
- 2000 - Court sucré ou long sans sucre, Comédie de Sylvie Audcoeur au Café de la gare puis au théâtre du Splendid.
- 2001 - Espèces menacées, pièce de Ray Cooney, adaptation de Michel Blanc et Gérard Jugnot au Théâtre de la Michodière.
- 2004 - Petit déjeuner compris, pièce de Christine Reverho créée au Théâtre Fontaine. Mise en scène d’Annick Blancheteau avec Michel Degand, Michèle Garcia, Thierry Heckendorn, Jean-Marie Juan, Yves Lambrecht, Mathilde Penin, Mama Prassinos, et Christine Reverho
- 2007 - Chocolat Piment, pièce de Christine Reverho. Création le 16 janvier 2007 au Théâtre La Bruyère dans une mise en scène de José Paul et Agnès Boury, avec Jacques Marchand, Anne Loiret, Lysiane Meis, Éric Savin et Christine Reverho.

### Auteur
- 2004 - Petit déjeuner compris, création au Théâtre Fontaine à Paris dans une mise en scène d’Annick Blancheteau, puis en 2005/2006  à Montréal au théâtre Jean Duceppe.
- 2007 - Chocolat Piment, création au Théâtre La Bruyère. La pièce obtient quatre nominations aux Molières : meilleur auteur francophone, meilleure pièce du théâtre privé, meilleure mise en scène et meilleur second rôle pour Jacques Marchand.
- 2010 - La douceur du velours.  Monologue traitant des violences faites aux femmes. Création en octobre 2010 au Théâtre des Mathurins, dans une mise en scène de Panchika Velez, avec Sophie de la Rochefoucault. Reprise en 2011 au Festival d'Avignon.
- 2012 - Un drôle d’oiseau, écrit avec Olivier Till pour le festival d’Avignon. Mise en scène Christine Reverho.
- 2018 - Chocolat Piment, production Haoming Studio Pékin Chine

## Filmographie

### Auteur
- En 1991 elle travaille avec Jango Edwards pour la télévision.

- De 1995 à 2001 -  Collaboration à l’écriture d’une dizaine de séries et de téléfilms dont H pour Canal +, Caméra café et Vous les femmes pour M6.

### Actrice
- 2015 - Plus belle la vie : Astrid Marcellin-Bourdieu

### DVD
- Chocolat piment, DVD zone 2, Avec Jacques Marchand, Anne Loiret, Lysiane Meis, eric Savin, Christine Reverho. Mise en scène de José Paul et Agnès Boury.

## Distinctions
- Nominations Molières 2007 pour Chocolat Piment dans les catégories[2] : auteur francophone vivant, second rôle, metteur en scène et Molière du théâtre privé.

## Publications
- Petit déjeuner compris, Éditions Art et Comédie, 2004
- Chocolat piment, Éditions L'Avant-Scène Théâtre
- À Mona Lisa, Le Louvre édition Triartis œuvre collective[3]